# البراق
البراق یک منطقهٔ مسکونی در سوریه است که در استان حما واقع شده‌است.

## خصوصیات
البراق ۳٬۲۳۵ نفر جمعیت دارد.